# Григориос Анагносту
Григориос Анагносту (на гръцки: Γρηγόριος Αναγνώστου) е гръцки политик от XX век.

## Биография
Анагносту е роден в 1881 година в македонското гревенско село Вилия, тогава Османската империя, днес Гърция. Анагносту е протурски настроен и смята, че агресивното антитурско противопоставяне не работят в полза на елинизма в Гревенско. През февруари 1907 година още като студент пише писмо на Стефанос Драгумис, в което обвинява митрополит Агатангел Гревенски и гревенските първенци Георгиос Бусиос и Николаос Кусидис, че с радикализма си вредят на гръцката кауза. Анагносту поддържа тесни връзки с Ибрахим ефенди Ходжа в Гревена, както и лидерите на румънеещите се власи, тъй като втората му съпруга Евгения е дъщеря на румънски активист. След завършването си работи като адвокат.
Същевременно в 1907 година, когато Бусиос и Кусидис са в битолския затвор, а митрополит Агатангел е в Цариград, действащия с андартска чета в района на Гревена лейтенант Георгиос Стримонарас възлага именно на Анагносту създаването на революционен комитет в града и събирането на пари за гръцките чети.
Митрополит Емилиан II Гревенски и Николаос Кусидис, кмет на Гревена в 1912 - 1914 година, смятат Анагносту за един от подбудителите на убийството на митрополит Емилиан I Гревенски в 1911 година.
Анагносту участва като кандидат на парламентарните избори през март 1912 година с подкрепата на младотурското правителство срещу Бусиос и Харисиос Вамвакас. Дейност в полза на Анагносту развива и румъският активист от Турия Димитрие Чикма. След големи злоупотреби в Серфидженския санджак са избрани за електори 71 турци и 39 гърци, между които и двама румънци. В Гревенска каза са избрани 7 турци, 6 гърци и 2 румънци. Така с турските и румънските гласове са избрани кандидатите на Комитета за единство и прогрес Анагносту и Осман бей срещу Бусиос и Вамвакас.
Анагносту е депутат в Цариград от април до 23 юли 1912 година, когато парламентът е разпуснат след Военния преврат, предизвикан от силното опорочаване на изборите.
След като Гревена попада в Гърция през Балканската война от 1912 – 1913 година, Анагносту работи като адвокат в града. Кандидатира се за депутат от ном Кожани на изборите на 1 ноември 1920 година и 25 септември 1932 година от Прогресивната партия на Кафандарис, но не е избран.